# Schlacht bei Fraustadt
1. Phase: Schwedische Dominanz (1700–1709)
Dänischer Kriegsschauplatz (1700)
Humlebæk • Tönning I 
Livländ./ Estnischer Kriegsschauplatz (1700–1708)
Riga I • Jungfernhof • Varja • Pühhajoggi • Narva • Petschora • Düna • Rauge • Erastfer • Hummelshof • Embach • Tartu • Narva II • Wesenberg I • Wesenberg II
Ingermanländ./ Finnischer Kriegsschauplatz (ab 1701)
Archangelsk • Ladogasee • Nöteborg • Nyenschanz • Newa • Systerbäck • Petersburg • Wyborg I • Porvoo • Newa II • Koporje II • Kolkanpää
Litauisch-weißrussischer Kriegsschauplatz (1702–1706)
Vilnius • Saladen • Jakobstadt • Gemauerthof • Mitau • Grodno I • Olkieniki • Njaswisch • Klezk • Ljachawitschy
Polnischer Kriegsschauplatz (1702–1706)
Klissow • Pułtusk • Thorn • Lemberg • Warschau • Posen • Punitz • Tillendorf • Rakowitz • Praga • Fraustadt • Kalisch 
Russischer Kriegsschauplatz (1708–1709)
Grodno II • Golowtschin • Moljatitschi • Rajowka • Lesnaja • Desna • Baturyn • Koniecpol • Weprik • Opischnja • Krasnokutsk • Sokolki • Poltawa I • Poltawa II
2. Phase: Schweden in der Defensive (1710–1721)
Baltischer und Finnischer Kriegsschauplatz (bis 1714)
Riga II • Wyborg II • Pernau • Kexholm • Reval • Hogland • Pälkäne • Storkyro • Nyslott • Hanko 
Schwed./Norwegischer Kriegsschauplatz (1710–1721)
Helsingborg • Køge-Bucht • Bottnischer Meerbusen • Frederikshald I • Dynekilen-Fjord • Göteborg I • Strömstad • Trondheim • Frederikshald II • Marstrand • Ösel • Göteborg II • Södra Stäket • Grönham • Sundsvall
Norddeutscher Kriegsschauplatz (1711–1716)
Elbing • Wismar I • Lübow • Stralsund I • Greifswalder Bodden I • Stade • Rügen • Gadebusch • Altona • Tönning II • Stettin • Fehmarn • Wismar II • Stralsund II • Jasmund • Peenemünde • Greifswalder Bodden II • Stresow 
Am 2. Februarjul. / 3. Februarschwed. / 13. Februar 1706greg. besiegte ein schwedisches Armeekorps unter Carl Gustaf Rehnskiöld eine sächsisch-russische Armee unter General Johann Matthias von der Schulenburg bei Fraustadt, dem heutigen Wschowa, im Zuge des Großen Nordischen Krieges.

## Vorgeschichte
| \| Schlacht bei Fraustadt \| |
| Lage des Schlachtfeldes      |
| Schlacht bei Fraustadt       |

Im Dezember 1705 überschritten russische Truppen unter Feldmarschall Georg Benedikt von Ogilvy mit 20.000 Mann die polnische Grenze, um sich mit den sächsischen Truppen zu vereinen. Die russische Armee verschanzte sich in der Festung Grodno und wartete auf Entsatz.
König Karl XII. von Schweden zog ihnen mit dem Hauptteil seiner Armee von fast 30.000 Mann entgegen. Aufgrund des fortgeschrittenen Jahres und der starken Befestigung Grodnos nahm er von einer Belagerung der Festung Abstand, nachdem das russische Kontingent einer offenen Feldschlacht ausgewichen war. Das schwedische Hauptheer begnügte sich mit einer Blockade Grodnos. Karl XII. ließ die Truppen in den umliegenden Dörfern einquartieren, da sie nach dem anstrengenden Feldzug des Jahres eine Erholungspause benötigten.
Als August II. von Polen sah, dass Karl XII. Grodno nicht angreifen ließ, hielt er einen Kriegsrat ab, der sich die Vernichtung einer detachierten schwedischen Abteilung unter dem Kommando von Carl Gustaf Rehnskiöld zum Ziel setzte. Rehnskiöld war von Karl XII. mit über 10.000 Mann zum Schutze Großpolens und Warschaus zurückgelassen worden. August II. sollte nun nach Westen ziehen, unterwegs alle polnischen Detachements an sich ziehen und sich dann mit dem in Schlesien neu aufgestellten sächsischen Heer unter dem Kommando von General Schulenburg vereinigen, um gemeinsam das Korps von Rehnskiöld anzugreifen und nach einem Sieg wieder zurück nach Grodno zu marschieren. Am 18. Januar umging August II. mit 2000 Mann die schwedische Blockade westlich, vereinigte sich mit mehreren polnischen Truppenkontingenten und rückte am 26. Januar in Warschau ein. Hier zog er nach einer kurzen Pause mit seiner inzwischen 14.000–15.000 Mann starken Armee weiter, um das schwedische Korps anzugreifen. Er befahl zudem General Schulenburg, das in der Nähe stehende russische Hilfskorps von 6000 Mann aufzunehmen und nach Großpolen zu marschieren, um sich mit ihm zu vereinigen.
Rehnskiöld erhielt Nachricht von dem sächsischen Plan und hoffte einer Vernichtung zu entgehen, indem er den Kampf suchte, solange seine Gegner noch getrennt waren. Dazu täuschte er einen Rückzug in die Festung Posen vor, um Schulenburg zu einem vorzeitigen Angriff zu provozieren. Dieser ging darauf ein, obwohl König August II. noch in Warschau war, da er glaubte, mit seinen 18.000 Mann die 10.000–12.000 von Rehnskiöld besiegen zu können. Die sächsisch-russische Armee bestand zum großen Teil aus in den Kriegsdienst gepressten und schlecht ausgebildeten Soldaten, davon mehrere Regimenter aus französischen und schweizerischen Kriegsgefangenen aus der Schlacht bei Höchstädt. Zusätzlich gab es eine russische Hilfstruppe von 6.400 Mann.

## Verlauf

Abriss der Schlacht
Kupferstich aus dem Theatrum Europaeum

Schulenburg nahm am 14. Februar (greg.) bei Fraustadt eine Stellung ein und ließ seine Linien mit Spanischen Reitern schützen. In seiner Siegesgewissheit gab er zudem die Parole „kein Quartier“ aus. Dem russischen Truppenkontingent befahl er, dass diese ihre Uniformen gegen sächsische tauschen sollten, um sächsische Soldaten vorzutäuschen, da er einen Erstangriff der Schweden auf die Russen befürchtete.
Das schwedische Korps verfügte über keine Artillerie und um diese Schwäche auszugleichen, konzentrierte man sich zuerst auf die Eroberung des sächsischen Artillerieparks, was auch gelang. Als die Schweden losstürmten, brach die sächsische Front schnell zusammen. Der linke Flügel der sächsischen Kavallerie sah die Schweden und floh, ohne einen Schuss abzugeben. Die Reiterei des rechten Flügels floh ebenfalls. Die etwa 2400 gepressten Franzosen und Schweizer sahen die Kavallerie davonreiten, legten die Gewehre nieder und liefen zum Feind über. Russen und Sachsen warfen nun ebenfalls die Gewehre weg und rannten vom Schlachtfeld weg. In dieser Phase der Schlacht gewährten die Schweden den sich ergebenden Russen keinen Pardon und metzelten die wehrlosen Fliehenden nieder. Eine Gewehrkugel traf den General Schulenburg an der rechten Hüfte und drang durch seine beiden mit Pelz gefütterten Mäntel. Er schwankte, doch er hielt sich auf seinem Pferd. Er ritt zu den Bataillonen, die noch standen und warteten, und führte sie gegen die Schweden, doch auch diese Soldaten warfen, als sie die Schweden sahen, die Waffen weg und ließen sich gefangen nehmen. Dem kommandierenden General blieb nichts anderes übrig, als das Schlachtfeld zu verlassen. Er zog sich in Begleitung nur eines Ordonnanzoffiziers und eines Reiters in den nahen Wald zurück. Die Hauptschlacht dauerte eine knappe Stunde und war gegen Mittag beendet. Doch ein Teil der sächsischen Infanterie stellte sich zu einem Karree auf und verteidigte sich weiter. Nachmittags um vier Uhr endeten die letzten Kampfhandlungen. Nur etwa 3.000 Soldaten konnten sich über die Oder retten.
Die sächsische Kriegspropaganda ließ im Nachhinein verbreiten, dass die russischen Gefangenen auf Befehl General Rehnskiöld niedergemacht worden seien. Noch zwei Tage nach der Schlacht seien sächsischen Meldungen nach 200 russische Gefangene von den Schweden ermordet worden. Weitere schwedische Kriegsgräuel sollten sich ereignet haben, als sächsische und bayerische Soldaten in das Rathaus von Fraustadt geflohen waren und dort von den Schweden verbrannt wurden.

## Folgen
General Schulenburg gab den Verlust an Toten, Verwundeten und Gefangenen mit insgesamt 5807 Mann an. Rehnskjöld meldete dagegen 4000 sächsische Tote und 6000 Gefangene. Für die schwedischen Verluste gab Rehnskjöld 354 Tote und 972 Verwundete an. Er ließ die toten Schweden noch am Tag der Schlacht und am folgenden Tag von Gefangenen begraben. Die Schweden erbeuteten von den Sachsen vier Artillerie-Kompanien und eine Handwerkerkompanie, 701 Pferde und alle Munitionswagen der Sachsen, 31 Kanonen, 28 halbe Tonnen mit Pulver, 40 sechspfündige und 40 dreipfündige Kanonenkugeln, Granaten und Handgranaten, 2100 Musketen, 960 Degen, 1470 Bajonette, 1000 Klafter Lunten, 90 kurze Gewehre, 460 Schulterriemen, 220 russische Äxte und 32 Kästen mit Musketenkugeln.
Noch den ganzen März über kam sächsische Infanterie in Sachsen an. General Schulenburg beklagte sich in seinem Rapport über die Schlacht beim König über die Soldaten, die feige davongelaufen waren, besonders über die Kavallerie, und verlangte ein strenges Kriegsgericht. Er habe die Regimenter nach allen Regeln der Kriegskunst aufgestellt und sei von einem Fehlverhalten freizusprechen.
Aufgrund der Misserfolge forderte der sächsische Geheime Rat August II. auf, seine polnische Krone niederzulegen. Der Adel und die Städte rebellierten mit offenen Drohungen gegen den König, der den Kampf eigentlich fortführen wollte. Der König musste daraufhin seinen Befehl zur Aushebung neuer Truppen zurückziehen. Im Stillen arbeitete er aber an der Aufstellung einer neuen Armee sowie an einer Entmachtung des Geheimen Rates und ließ ein Kriegsgericht über die Deserteure abhalten. Am 27. April wurden dreißig Dragoner zum Spießrutenlaufen verurteilt, neun am Pfahl aufgehängt, drei Dragoner wurden an den Galgen gehängt, zwei enthauptet und anschließend auf das Rad geflochten. Mitte Juli 1706 verfügte der in Krakau residierende August wieder über eine Truppenstärke von 15.000 Mann, wurde aber durch den Einmarsch Karls XII. in Sachsen zur Abdankung gezwungen.